# Matilda Rapaport
Matilda Rapaport (29 de janeiro de 1986 – 18 de julho de 2016) foi uma esquiadora sueca.

## Carreira
Em 2013, Rapaport foi vencendora do Freeride World Tour.

## Morte
Em 14 de julho de 2016 Rapaport foi atingida por uma avalanche durante a filmagem de um vídeo promocional para o jogo Steep, da Ubisoft, em Farellones, Chile. Rapaport foi soterrada pela neve e entrou em coma. Ela foi levada para um hospital em Santiago do Chile, onde morreu em 18 de julho de 2016. 